# Échomètre

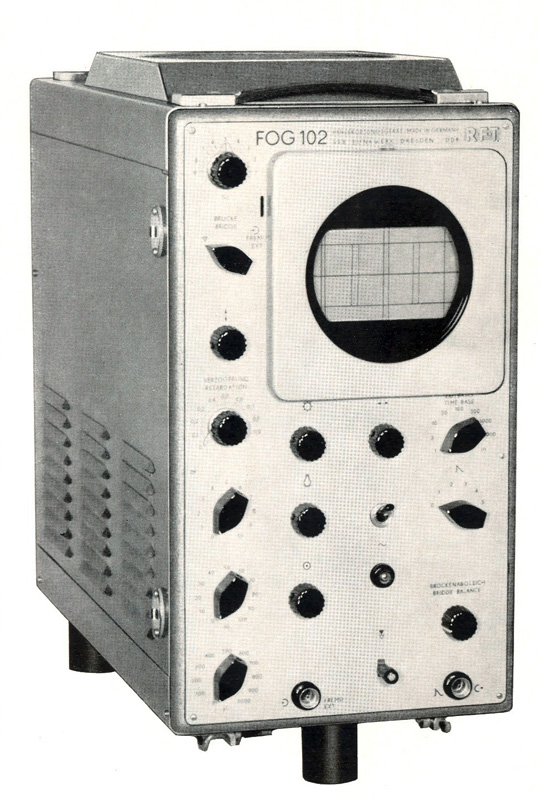
Appareil de recherche par échométrie (vers 1960).

Un échomètre est un instrument de mesure permettant de localiser un ou plusieurs défauts sur un câble. La technique est basée sur la propriété qu'a un signal électrique parcourant un conducteur de créer un écho, lorsqu'il passe sur un changement d'impédance.

## Fonctionnement
- Il faut connaître la vitesse de propagation du courant électrique dans le câble pour connaître la distance du défaut.
- L'appareil envoie une impulsion calibrée dans le câble.
- Le signal parcourt le câble et au passage d'un défaut crée un écho, qui retourne vers l'instrument.
- Sur l'écran de l'échomètre, type oscilloscope avec en abscisse le temps (ou la distance) et en ordonnée la tension, on peut voir plusieurs changements brusques de tension : le premier correspondant à l'impulsion initiale, les autres au retour des échos.
- On mesure ainsi le temps mis pour faire l'aller et retour entre le point de mesure et un défaut. Ce temps multiplié par la vitesse de propagation, divisé par deux, donne la longueur de câble entre le point de mesure et le défaut.

## Avantages
La mise en place est rapide et peu onéreuse. L'appareil permet la pré-localisation à distance.

## Inconvénients
Il peut y avoir des erreurs d'interprétation. Pour de longues distances, une imprécision de la vitesse de propagation crée une erreur de localisation qui peut se révéler importante.
Avec un échomètre, on réalise seulement une prélocalisation, la précision varie entre 1 et 10 % suivant les conditions. À cause de cela, il n'est pas envisageable d’engager des fouilles après cette mesure surtout pour des câbles de grand longueur ou pour des câbles qui cheminent sur des lieux où toute fouille peut être onéreuse ou peut être gênante voir dangereuse pour les tiers.
L’échométrie permet seulement de réduire la distance d’investigation. Pour une localisation précise, la précision est inférieure à 1 m.

## Évolution
Les échomètres récents n'ont plus qu'un écran alphanumérique permettant d'afficher directement la distance du défaut et des menus d'ajustement des paramètres de l'instrument.
Ce genre d'appareil peut donner des résultats faux, surtout s'il existe des raccords entre plusieurs câbles.